# American (álbum)
American (del español: estadounidense) es el undécimo álbum de estudio del cantante y drag queen estadounidense RuPaul. El álbum se publicó el 24 de marzo de 2017 y coincidió con el estreno de la novena temporada de RuPaul's Drag Race. RuPaul ha dicho que se influenció por las elecciones presidenciales de Estados Unidos de 2016.

## Lista de canciones
| American |                                          |          |  |
| N.º      | Título                                   | Duración |  |
| 1.       | «American»                               | 3:04     |  |
| 2.       | «Kitty Girl»                             | 3:34     |  |
| 3.       | «Charisma, Uniqueness, Nerve and Talent» | 3:50     |  |
| 4.       | «Broke Me Down»                          | 2:56     |  |
| 5.       | «Getaway»                                | 3:42     |  |
| 6.       | «Call Me Mother»                         | 3:21     |  |
| 7.       | «Spotlight»                              | 3:20     |  |
| 8.       | «Mighty Love (ft. KUMMERSPECK)»          | 3:42     |  |
| 9.       | «Hey Doll»                               | 3:04     |  |
| 10.      | «Lady Cowboy»                            | 3:02     |  |
| 11.      | «It Ain't Over»                          | 2:47     |  |
| 36:22    |                                          |          |  |